# Шартизак
Шартизак (фр. Chartuzac) насеље је и општина у западној Француској у региону Поату-Шарант, у департману Приморски Шарант која припада префектури Жонзак.
По подацима из 2011. године у општини је живело 165 становника, а густина насељености је износила 69,33 становника/km². Општина се простире на површини од 2,38 km². Налази се на средњој надморској висини од 100 метара (максималној 100 m, а минималној 57 m).

## Демографија
| 1962. | 1968. | 1975. | 1982. | 1990. | 1999. | 2011. |
| ----- | ----- | ----- | ----- | ----- | ----- | ----- |
| 173   | 181   | 158   | 199   | 167   | 137   | 165   |

График промене броја становника у току последњих година